# Przybyszka amerykańska
Przybyszka amerykańska, karaluch amerykański, karaczan amerykański (Periplaneta americana) – gatunek synantropijny z rzędu karaczanów, rodziny karaczanowatych, wbrew swojej nazwie wywodzący się z Azji południowo-wschodniej, skąd za pośrednictwem człowieka przedostał się na cały świat, z wyjątkiem rejonów polarnych. Przybyszka zamieszkuje również Polskę, gdzie jest jednak gatunkiem rzadkim.
Przybyszka osiąga w porównaniu z innymi karaczanowatymi duże rozmiary: długość jej ciała dochodzi od 3 do nawet 5 cm. Jej zakryte długimi skrzydłami ciało jest brązowe, czasami wręcz czerwone, czułki natomiast wyjątkowo długie. Dodatkowo w przeciwieństwie do prusaków, potrafi latać.
Pierwotnie przybyszka amerykańska zamieszkiwała tropikalne, wilgotne lasy południowej Azji, jednak obecnie zamieszkuje prawie wszystkie miejsca na Ziemi, gdzie tylko znajdują się siedziby ludzkie, gdzie może znaleźć resztki jedzenia. Karaczan ten szczególnie upodobał sobie wilgotne, ciepłe miejsca.